# 癸二酰氯
癸二酰氯是一种有机化合物，为癸二酸的衍生物，属于酰氯，化学式为C10H16Cl2O2。
癸二酰氯是一种浅黄色、具有辛辣气味的液体，可溶于烃类和醚类。它和其它酰氯一样，具有腐蚀性，可以在水中水解并产生HCl，但其反应要比短链酰氯要慢。

## 制备
癸二酰氯可以由癸二酸和酰氯化试剂反应得到，酰氯化试剂的效果以氯化亚砜最好，五氯化磷次之，三氯化磷最差。
[(CH2)4COOH]2 + 2 SOCl2 → [(CH2)4COCl]2 + 2 SO2↑ + 2 HCl↑
[(CH2)4COOH]2 + 2 PCl5 → [(CH2)4COCl]2 + 2 POCl3 + HCl↑
以氯化亚砜为酰氯化试剂时，最适宜的反应温度在45℃至65℃之间，若超过90℃，反应物会脱羧。反应结束后，减压蒸馏除去过量的SOCl2，剩余物溶解在四氯化碳中可以直接使用。

## 应用
癸二酰氯和己二胺聚合，形成尼龙。